# Mogi Sú
Mogi Sú (茂木 秀) (Kanagava prefektúra, 1999. január 15. –) japán válogatott labdarúgó.

## Klub
A labdarúgást a Cerezo Osaka csapatában kezdte. 2021-ben az FC Machida Zelvia csapatához szerződött.

## Nemzeti válogatott
A japán U20-as válogatott tagjaként részt vett a 2019-es U20-as labdarúgó-világbajnokságon.